# Régime forestier
Le régime forestier est un régime juridique, et peut être défini comme un ensemble de règles spéciales de gestion, d'exploitation et de police des forêts publiques. Le terme de « régime forestier » semble être apparu sous ce nom en France, où il n'a cependant jamais été défini par un texte juridique.
Les forêts « relevant » du régime forestier sont généralement astreintes à un régime obligatoire de planification de leur gestion par un aménagement forestier garantissant une gestion durable.

## A qui s'applique le régime forestier?
En France, il est applicable aux forêts appartenant à l'État, aux collectivités territoriales (communes ou plus rarement départements ou régions) ou à des établissements publics et d'utilité publique. 
Cette notion est présente dans de nombreux pays, dont sous ce nom en France, en Wallonie, au Québec, au Cameroun. 
Le régime forestier ne s'applique pas aux parties classées en réserves intégrales, réserves naturelles ou autres statuts particuliers de protection.

## Histoire
En France, les premiers principes du régime forestier ont été définis après que la plupart de la forêt française a failli disparaître à cause de la surexploitation des bois, et par suite des aléas de l'histoire des guerres. 

Le régime forestier a été institué par l'Ancien Régime pour des raisons stratégiques militaires – l’approvisionnement en bois de marine – et économiques. Hans Carl von Carlowitz établit le premier traité où le concept de gestion durable des forêts est énoncé en 1713, dans le contexte historique du calme relatif qui a suivi la guerre de Trente Ans, initié par l'épuisement des forêts aux alentours des sites miniers de Saxe; mais il s'inspire largement de la « grande réformation des forêts » de 1669 de Jean-Baptiste Colbert qui doit alors faire face à la pénurie occasionnée par la politique navale de Louis XIV, et des édits dur Roi Soleil. Carlowitz cite explicitement un Édit du Roi du mois d'Octobre 1667, portant sur la suppression des Offices de Grands maîtres des Eaux-et-Forêts anciens & alternatifs, reproduit ici de manière extensive: 

« Comme il n'est rien qui soit plus exposé aux desordres de la Guerre que les bois & les forêts, aussi n'y a-t-il point de Domaine qui mérite plus justement l'aplication de nos soins, non seulement à cause qu'il fait un ornement & une décoration très considérable dans l'Etat mais encore parce qu'il est le plus précieux & le plus commode tresor que la prudence puisse réserver pour les conjonctures extraordinaires, croissant tous les jours insensiblement par la seule fécondité de la nature sans aucune diminution du bien des Sujets & sans même qu'ils y contribuënt de leurs soins & de leur travail & comme cette portion de nôtre patrimoine se trouve si dégradée, tant par indûes aliénations qui en ont été faites, que par les malversations qui se sont commises dans les Ventes & dans la distribution des Chaufages, aussi bien que dans la manutention des Usages, qu'à peine y restoit il rien d'entier; ce qui Nous obligea de commettre des personnes de probité & d'expérience connuë pour y établir quelque police & quelque discipline à quoi s'étant emploïez, ils ont fait plufieurs Réglemens utiles & nécessaires, etc. »

Von Carlowitz derrière le terme de Nachhaltigkeit, le premier décrit théoriquement l'idée du développement durable qui se décline aujourd'hui de diverses manières.

Le Code forestier qui va suivre a cependant aussi des motivations proches de ce que nous appelons aujourd'hui les services écosystémiques comme en témoigne le discours du Vicomte de Martignac à la chambre lors de la présentation du code forestier de 1827 ; extrait : 

« La conservation des forêts est un des premiers intérêts des sociétés et par conséquent l’un des premiers devoirs des gouvernements. Tous les besoins de la vie tiennent à cette conservation […] Nécessaires aux individus, les forêts ne le sont pas moins aux États. […] Ce n'est pas seulement par les richesses qu’offre l’exploitation des forêts sagement combinée qu’il faut juger de leur utilité. Leur existence même est un bienfait inappréciable pour les pays qui les possèdent, soit qu’elles protègent et limitent les sources et les rivières, soit qu’elles soutiennent et raffermissent le sol des montagnes, soit qu’elles exercent sur l’atmosphère une heureuse et salutaire influence. »

La nécessité d'une gestion durable et conservatoire de la forêt pour les besoins des générations à venir et pour les services qu'elle fournit semble faire un relatif consensus au sortir de la révolution française. Mais cette même révolution a également fixé dans le marbre de la constitution et de la déclaration des droits de l'Homme le respect de la propriété privée. Hormis pour les grands principes de l'intérêt général, l'État ne peut donc plus directement imposer des règles de gestion aux forestiers privés. Le Code forestier est légitime, mais il ne pourra concerner qu'une partie des forêts ; l’exposé des motifs de la loi, fait devant les chambres parle d'une « ligne de démarcation » tirée entre les forêts des particuliers et les forêts publiques. « On limite donc une grande partie du Code forestier aux forêts appartenant à des personnes publiques : C'est le régime forestier », en conclut Hervé Némoz-Rajot
Puis au XXe siècle, le régime forestier évolue encore pour mieux intégrer des préoccupations environnementales et de soutenabilité du développement.
Une servitude de protection des forêts soumise au régime forestier (servitude A1) sera ensuite instituée en application des articles R. 151-1 à R.151-14 du code forestier. Cette servitude a été abrogée par l'article 72 de la loi no 2001-602 du 9 juillet 2001 d'orientation sur la forêt.

Cette même loi précise que : 

« Les forêts publiques satisfont de manière spécifique à des besoins d'intérêt général, soit par l'accomplissement d'obligations particulières dans le cadre du régime forestier, soit par une promotion des activités telles que l'accueil du public, la conservation des milieux, la prise en compte de la biodiversité et la recherche scientifique. »

Une situation particulière, mais qui a concerné des millions d'hectares, est celle des périodes coloniales, les pays colonisateurs ont imposé des régimes forestiers spécifiques aux habitants des pays qu'ils ont colonisés, par exemple dans les colonies allemandes pour ce qui concerne l'Allemagne. De son côté, la France s'est approprié les immenses forêts de Guyane et de certains pays d'Afrique ou d'Océanie en les faisant « domaniales » ; ces massifs ont été gérés de manière centralisée, et ont souvent continué à l'être sur le même modèle ou un modèle proche après l'indépendance des pays concernés. Mais depuis les années 1990 les standards généraux du développement durable et de la gestion durable des forêts et de l'écocertification en particulier, ainsi que les travaux d'Elinor Ostrom et d'autres auteurs sur les « commons » ont encouragé un retour à une gestion plus décentralisée et impliquant mieux les populations forestières et communautés locales, au risque d'une diffusion dans les communautés locales du modèle rentier, au sein de nouvelles couches sociales et mettant en jeu de nouvelles alliances politiques. Ce désengagement de l'État vis-à-vis de la forêt, n'étant pas à lui seul gage d'un contexte favorisant une gestion soutenable ou en bon père de famille de la forêt par les communautés locales, car de leur côté les populations locales ont aussi évolué, et de manière parfois très différente pour les populations indigènes intraforestières et pour les populations rurales ou urbaines hors de la forêt. Cette époque correspond à une « crise de la notion de « domanialité » qui a servi tant aux autorités coloniales qu’aux États nationaux à rejeter les droits fonciers coutumiers dans le champ subalterne des « droits d'usage », catégorie résiduelle du droit de propriété du Code civil ». 
En France métropolitaine, écrit Hervé Némoz-Rajot, le régime forestier français « a survécu aux changements sociétaux, à l'évolution du droit, aux grandes réformes comme la décentralisation, ce qui indique bien sa pertinence. Souvent critiqué, son bien-fondé n'est jamais contesté. Il a même été complété et parachevé par la charte de la forêt communale signée entre l'office national des forêts et la fédération des communes forestières de France. Il a ainsi réussi à passer en quelques décennies de la tutelle au partenariat. »

## Principes du régime forestier
En France, le régime forestier impose plusieurs contraintes aux collectivités propriétaires de boisements et forêts : 
- préservation du patrimoine forestier ;
- obligation d'appliquer un « aménagement forestier » approuvé par le propriétaire ;
- vente des bois conformément aux récoltes programmées ;
- mettre en place un accueil du public ;
- respecter l'équilibre de la faune et de la flore (qui peut inclure l'équilibre sylvocynégétique).

L'Office national des forêts est le seul gestionnaire autorisé à mettre en œuvre le régime forestier, en partenariat avec le propriétaire public. Une aide financière de l'État est accordée pour la mise en application du régime, par le biais d'un versement compensateur versé à l'ONF. Celui-ci représente 85 % du financement du régime, les 15 % restant étant assurés par les frais de garderie versés par le propriétaire sur la base des recettes tirées de la forêt.
Il existe des cas particuliers tels que des boisements classés en réserves naturelles, réserves biologiques ou de certains périmètres de captage d'eau potable, où un plan de gestion spécifique plus orienté sur la protection de la biodiversité (ou de la ressource en eau dans le cas du champ captant protégé) peuvent être mis en œuvre.